# Suzuri-bako
Suzuri-bako ("Skrive-boks") er en japansk skrive-boks. Boksene er traditionelt lavet af japansk lakarbejde og bruges til at holde skriveredskaber. Historisk var boksene forbundet med japansk kalligrafi, og som sådan blev de lavet ved hjælp af materialer af høj kvalitet designet til at beskytte porcelæn blæksten (suzuri) mod skade.

## Historie
Den første Suzuri-bako blev udviklet i Japan i det 9. århundrede. På det tidspunkt var kalligrafi en integreret del af det japanske samfund. For at en forfatter skulle producere et højtkvalitets kalligrafi-script, var der brug for et sæt præcise værktøjer. Det vigtigste af disse værktøjer var blækstenen, som var nødvendig for at holde og overføre blæk på en forfatterens pensel. Blækpinde, vanddråber og en lille kniv var også en del af en kalligrafers sæt. Suzuri-bako var designet til at sikre, at de forskellige værktøjer som en kalligraf behøvede, var ordentligt organiseret og beskyttet. På grund af den harpiksbaserede laks uopløselige karakter var indholdet af skriveboksen relativt sikret mod fugt. Inde i de firkantede eller rektangulære kasser var en række forskellige bakker og holdere, hvis layout varierede fra periode til periode. De ældste kasser var store nok til at rumme både forfatterens redskaber og papirer, mens de senere kasser kun rummede værktøjer. En anden type kasse, ryōshibako, blev brugt i senere perioder til at opbevare færdige papirer. 
Suzuri-bako fortsatte med at vokse mere udførligt, mens Japan udviklede sig gennem flere perioder. Mens de tidlige kasser ofte er dekoreret med solid rød lak, er mere moderne kasser dekoreret på flere forskellige måder. Siden Muromachi-perioden er mange skrivekasser blevet dekoreret med billeder fra Japans store litterære værker. Kōdaiji-templet i Kyoto blev forbundet med en bestemt stilart af suzuri-bako-dekoration, der fremhævede asymmetriske mønstre og efterårsgræs. Hvad angår lakarbejde, er sort, brun og guld de mest almindelige farver, der ses i mere moderne suzuri-bako. I Edo-perioden omfattede mange medgifter en suzuri-bako. Fremskridt inden for teknologi og fremstillingsprocesser i Meiji-perioden resulterede i en udvikling af en række nye boksformer og størrelser. Håndværket faldt efter at kalligrafi blev udskiftet i stor stil, selvom et fåtal af bokse stadig produceres.

## Galleri
- Tidligere 20. århundrede suzuri-bako parret med et skrivebord.
- Suzuri-bako (åbnet) fra Edo-perioden med skriveredskaber vises.
- En større suzuri-bako fra Edo-perioden, der skildrer otte broer. Tilskrevet den berømte japanske kunstner Ogata Kōrin.
- 17. århundrede suzuri-bako skildrer fans, lavet i træ med sølv-guldlak (Metropolitan Museum of Art).
- 19. århundrede suzuri-bako med indvendige rum vises (Metropolitan Museum of Art).
- 17. århundrede suzuri-bako skildrer en drage.
- 18. århundrede suzuri-bako med traner (Metropolitan Museum of Art).